# Houston Stewart Chamberlain
Houston Stewart Chamberlain (Southsea, Anglaterra, 9 de setembre de 1855 - Bayreuth, 9 de gener de 1927) va ser un pensador britànic, nacionalitzat alemany, conegut per les seves teories racistes i germanistes (Els fonaments del segle XIX), que el van configurar com un dels precursors ideològics del nazisme.
Es va casar amb la filla més jove de Richard Wagner. A la seva obra Els fonaments del segle XX ja va exposar el fonament del pangermanisme. Propugnava la conservació de la pura sang germànica gràcies a la lluita per mantenir vorejats tots els elements estranys, i sobretot el judaisme i el catolicisme. Tan obsessionat estava amb la victòria que havien d'obtenir els exèrcits del Kàiser en la Primera Guerra Mundial, que va arribar a l'extrem de nacionalitzar-se alemany. El 1923 va conèixer personalment Adolf Hitler, en els festivals de música de Bayreuth en honor del seu sogre. Segons Chamberlain, el caos s'encarnava al segle xvi i, concretament, afirmava que Ignasi de Loiola era «el prototipus d'antigermànic». I en to apocalíptic sentenciava: «Si no es produeix aviat entre nosaltres un renaixement vigorós, si no aconseguim deslliurar el nostre cristianisme dels oripells estrangers que arrosseguen amb si, si no aconseguim crear una religió tan exactament adaptada a l'essència particular del nostre tipus germànic, llavors ens preparem a veure sorgir de les ombres del futur un segon Innocenci III, amb un nou Concili del Laterà IV, ens preparem a veure com es revifen les fogueres de la Inquisició». Era la premonició d'una apocalipsi que es desencadenaria no més de deu anys més tard, i no debades havia escrit: «La corrupció de la sang i la influència desmoralitzadora del judaisme, vet aquí les causes principals dels nostres fracassos.»
Va morir el 1927 i Adolf Hitler va assistir a les seves exèquies.